# Reichenstraße 44 (Quedlinburg)

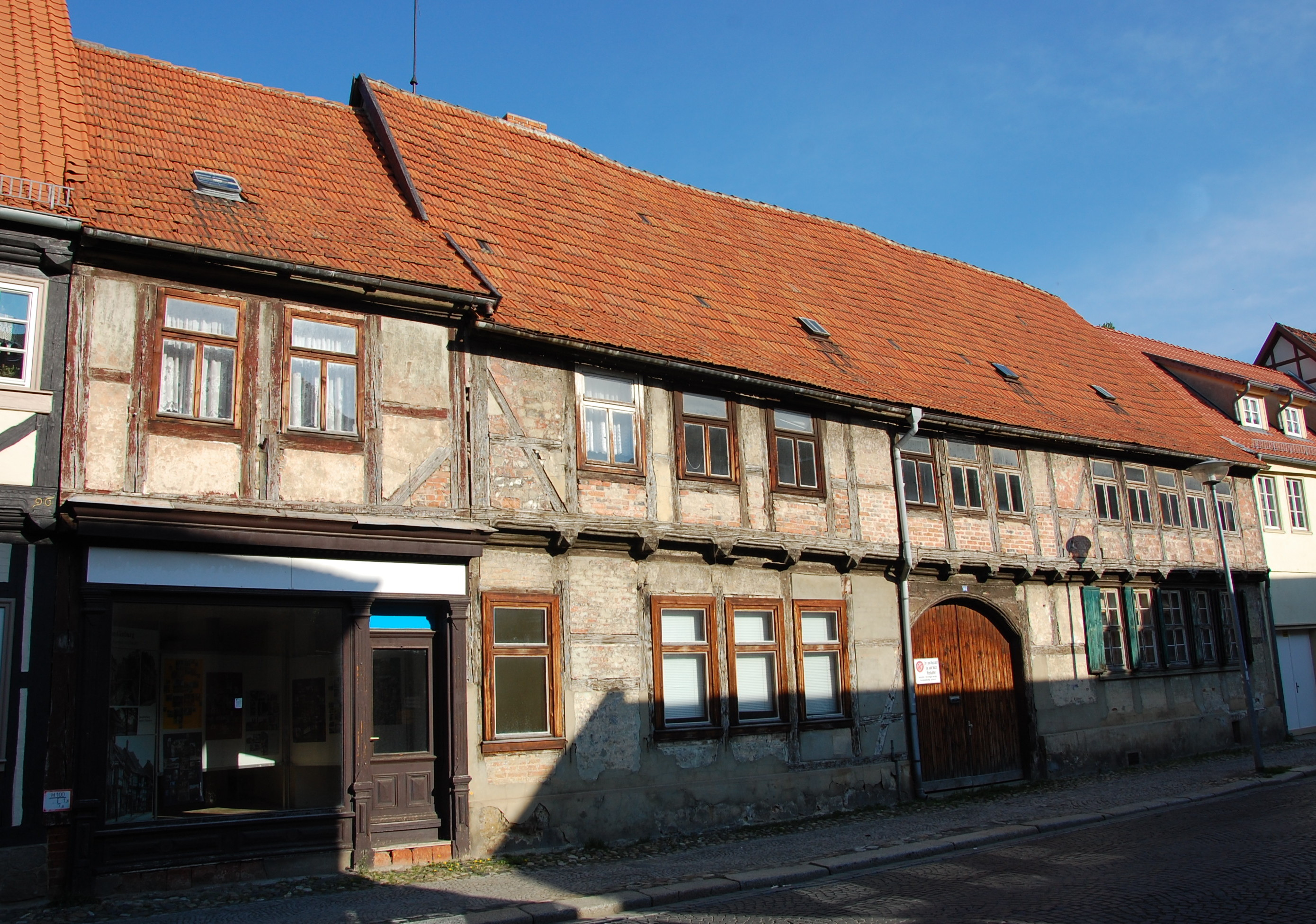
Haus Reichenstraße 44

Das Haus Reichenstraße 44 ist ein denkmalgeschütztes Gebäude in der Stadt Quedlinburg in Sachsen-Anhalt.

## Lage
Es befindet sich im nördlichen Teil der historischen Quedlinburger Neustadt und gehört zum UNESCO-Weltkulturerbe. Das Gebäude ist im Quedlinburger Denkmalverzeichnis als Ackerbürgerhof eingetragen. Nördlich grenzt das gleichfalls denkmalgeschützte Haus Reichenstraße 43 an.

## Architektur und Geschichte
Die Hofanlage wird straßenseitig durch ein aus zwei Hälften bestehendes Vorderhaus geprägt. Der Nordteil ist der Ältere und stammt bereits aus der ersten Hälfte des 17. Jahrhunderts. An der Stockschwelle befindet sich der Rest einer Inschrift. Die Fassade wurde im 19. Jahrhundert erneuert. Ende des 19. Jahrhunderts wurde ein Ladengeschäft eingebaut.
Der südliche Teil wurde im Jahr 1708 errichtet. An der Fachwerkfassade des langgestreckten Gebäudeteils befinden sich Pyramidenbalkenköpfe, Schiffskehlen, Streben und profilierte Füllhölzer. Die Gefache sind mit Zierausmauerungen versehen. Im linken Teil der Fassade des Obergeschosses erfolgte im 18. oder 19. Jahrhundert eine Erneuerung. Im Erdgeschoss erfolgte ebenfalls eine Erneuerung, allerdings in massiver Bauweise. In diesem Gebäudeteil befindet sich ein Tordurchfahrt mit Profilierung.
Für das Haus Reichenstraße 44 wird das Vorkommen von Zahnschnittleisten auf den Balkenköpfen beschrieben.
Auf dem Hof befinden sich zwei ebenfalls in Fachwerkbauweise errichtete Wirtschaftsgebäude vom Anfang des 19. Jahrhunderts. Das auf der Nordseite befindliche verfügt über eine Galerie sowie eine Ladeluke, das auf der Westseite besitzt ein Zwerchhaus und einen Kniestock.